# WWE女子冠軍
WWE女子冠军（英語：WWE Women's Championship）是世界摔角联盟/世界摔角娱乐（WWF/E）联盟推出的女子职业摔角冠军头衔。该头衔的历史可追溯到1956年9月8日，当时法布努斯·莫娜成为NWA世界女子冠军。而WWE当时还未成立，他们的前身WWF也是直到1984年才设立品牌的女子冠军，将法布努斯·莫娜认定为首任WWF女子冠军。他们主张该冠军头衔于1956年设立，但却不认可头衔是由NWA女子冠军改过来，这还是使得女子冠军成为WWE史上存在时间最长的冠军头衔。2010年，WWE女子冠军正式退役，整合为WWE丽人冠军，蕾拉是最后一任冠军。
全新的WWE女子冠军（现Raw女子冠军）于2016年设立。尽管两个冠军头衔的名字相同，且Raw冠军的前身为WWE女子冠军，但新头衔不继承原头衔的历史。

## 历史

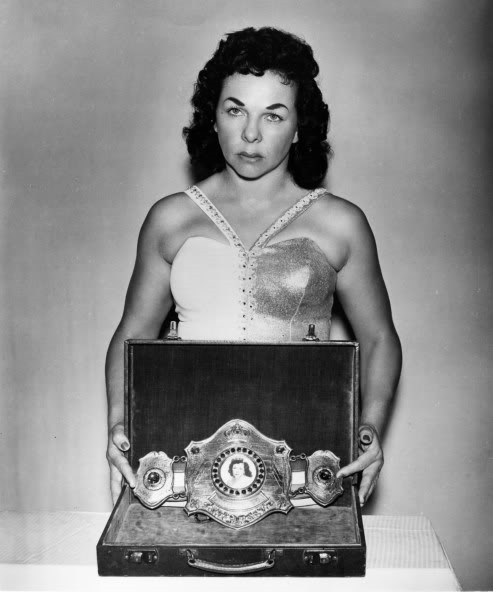
WWE官方认可法布努斯·莫娜是首任女子冠军，也是卫冕时间最长的女子冠军（共28年）。图中的莫娜拿着原版腰带

1956年9月18日，法布努斯·莫娜成为第三任NWA世界女子冠军。当时，世界摔角娱乐（WWE）还未成立，也直到1963年其前身世界摔角联合会（World Wide Wrestling Federation）成立，才正式成为一家公司。1970年代，莫娜买下这个冠军头衔的版权，捍卫这个当时叫NWA世界女子冠军的头衔，直到1984年5月19日。在那个时候，WWWF已经更名为世界摔角联盟（WWF）。1983年，WWF与NWA解除隶属关系，莫娜于1984年将头衔卖给WWF，成为WWF女子冠军。由于WWF将莫娜的冠军历史追认到1956年，所以莫娜的卫冕史不从1984年算起，但另一方面WWE不认可冠军头衔从NWA更名过来（尽管NWA认可）。所以，WWE认可法布努斯·莫娜的首次卫冕持续了28年。
1990年，时任女子冠军摇滚罗萍从WWF退役，使得该头衔悬空，暂时淡出公众视野。之后到了1993年12月，阿伦德拉·布雷兹赢得争夺悬空女子冠军的锦标赛，头衔回归。然而玛杜莎1995年突然与WWF的死对头世界冠军摔角（WCW），于9月18日的《WCW Monday Nitro》的节目中将她持有的冠军腰带扔进垃圾桶，该头衔再度悬空（玛杜莎于2015年的WWE名人堂演讲中“交还”了这条腰带），直至1998年9月杰奎琳·摩尔击败赛贝尔，拿下冠军。

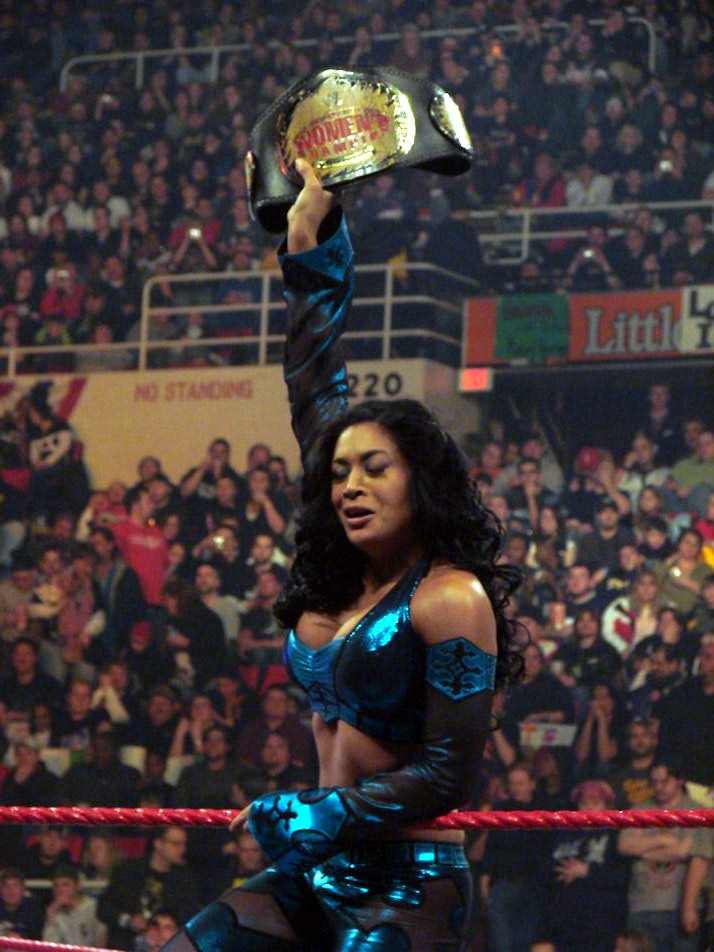
梅丽娜·佩雷兹在皇家大战 (2009年)中击败凤凰女贝丝，三度卫冕女子冠军

2002年，世界摔角联盟易名为世界摔角娱乐，头衔随之更名为WWE女子冠军。同年3月，WWE品牌扩张，女子冠军成为首个在Raw和SmackDown两大品牌之间争夺的冠军头衔，当时大多数冠军头衔只属于其中一个品牌。9月，女子冠军收归Raw品牌。自此，该头衔成为女子组的唯一一个冠军头衔，直到2008年7月4日SmackDown品牌成立同等的WWE丽人冠军。2009年4月13日的2009年WWE选秀中，卫冕冠军梅丽娜抽调到SmackDown，故女子冠军也转到了SmackDown，取代了因玛莉丝抽调到Raw所带走的WWE丽人冠军。
2010年9月的《冠军之夜》上，女子冠军与丽人冠军整合为统一WWE丽人冠军（Unified WWE Divas Championship）。新头衔继承丽人冠军的历史，原女子冠军作废。后来，该头衔弃用“统一”称号。
2016年4月3日的《摔角狂热32》上，全新的WWE女子冠军（现Raw女子冠军）登场，取代WWE丽人冠军。新头衔不继承丽人冠军或原女子冠军历史，但WWE认可两者为新头衔的前身。

## 卫冕者

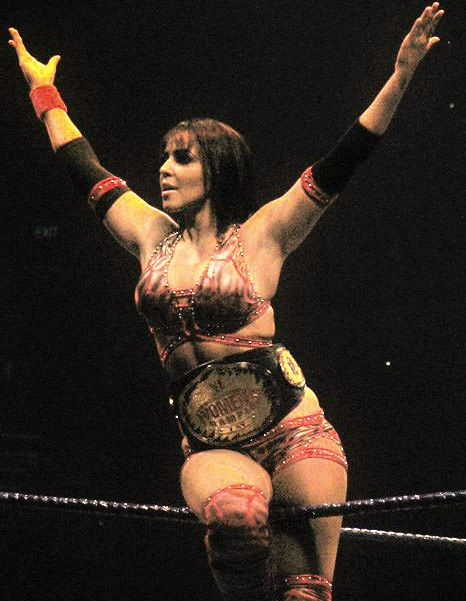
2010年女子冠军废弃时的最后一任冠军蕾拉

WWE官方历史记载，1956年9月18日，法布努斯·莫娜击败朱迪·格兰布尔，成为首任冠军。自官方认可的1984年算起，莫娜卫冕该冠军10年之久，成为卫冕时间最长的冠军；又凭借8次卫冕，成为卫冕次数最多的选手，但WWE不认可1956年至1984年的冠军，故莫娜只卫冕4次，仅次于卫冕7次的崔西·斯特拉特丝。麦琪·詹姆斯只卫冕了1个小时，是卫冕时间最短的选手。2007年4月24日，詹姆斯在麦琪的三重威胁赛（Triple Threat Match）中击败时任冠军梅丽娜和维多利亚，赢得冠军，却被时任Raw总经理乔纳森·库奇曼（Jonathan Coachman）判定麦琪压制了维多利亚，给予了梅丽娜重赛机会，最终梅丽娜夺回头衔。哈维·威普曼是唯一一位夺得女子冠军的男选手。2000年1月31日，威普曼乔装成女摔角手“Hervina”参加“女伐木工雪兔子”（Lumberjill Snow bunny）比赛，从The Kat手中赢得冠军。那场比赛在一个铺满雪的池子中进行，包围池子的女摔角手需要让两位选手离开水池。
1990年，卫冕冠军罗萍退役，女子冠军不再活跃。1993年，阿伦德拉·布雷兹应赢得头衔，女子冠军回归。之后的卫冕冠军柴娜退役，让冠军再度悬空。在2006年的《不可饶恕》中，崔西·斯特拉特丝在退役赛中击败丽塔，夺得生涯第七个女子冠军，头衔翌日悬空。米歇尔·麦库从蕾拉手中夺得女子冠军和丽人冠军后，蕾拉成了最后一任女子冠军，也是未被击败的女子冠军。